# Anne Dorte Michelsen

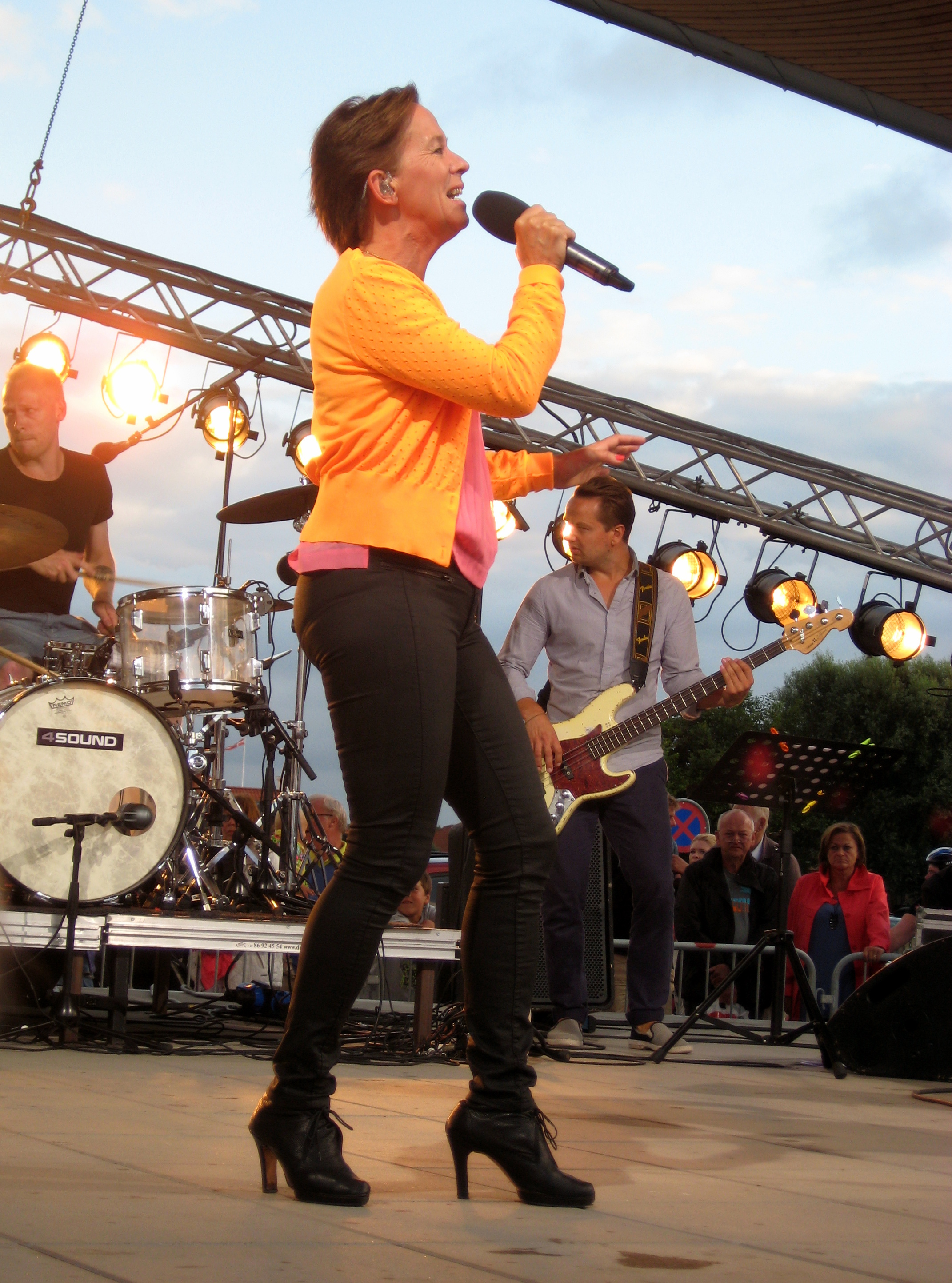
Anne Dorthe a Blokhus, agost de 2013

Anne Dorte Michelsen (nascuda el 17 de juliol de 1958 a Århus) és una cantant i compositora danesa. És mare de la poeta i escriptora Olga Ravn.
A Dinamarca es va donar a conèixer per primera vegada com a membre dels grups Tøsedrengene i Venter på Far. Fora de Dinamarca, el seu segon disc en solitari ("Næste Dans") es va vendre bé a Noruega, Suècia i el Japó. La seva popularitat al Japó es va deure a la cançó "Fortrolighed", que va ser la cançó principal d'un popular programa de televisió japonès. L'exòtica llengua danesa i l'anhel d'ànim malenconiós sembla que van fer ressonància entre el públic japonès. Com a líder, va publicar deu àlbums i va publicar un llibre anomenat Næste Dans.

## Discografia
- Mellem Dig og Mig (1983)
- Næste Dans (1986)
- Alting Vender Tilbage (1987)
- Elskerindens Have (1989)
- Temps de Den Ordløse (1990)
- Min Karriere Som Kvinde (1992)
- Mørke Vande - Lyse Strande (2000)
- Fred hviler over land og de (2002)
- Så Stille Som Sne (2003)
- Hvor var det nu vi var? (2007)
- Hvis du vidste (2011)
- De voksnes rækker (2015)

### Àlbums recopilatoris
- 24 hits (1988)
- De Store & De Stille (1998)
- Grænseløs Greatest (1999)